# Joe Cole
Joseph „Joe“ John Cole (* 8. November 1981 in Islington, London) ist ein ehemaliger englischer Fußballspieler.

## Sportlicher Werdegang

### Spielerkarriere

#### Jugendzeit und Karrierebeginn (bis 2003)
Cole zog im Alter von sieben Jahren in den Norden Londons nach Camden Town. Mit seinem Bruder Jarrod Cole, der später erfolgreicher Rugbyspieler werden sollte, besuchte er in Marylebone die St. Mary's Primary School, in Camden die Schule Haverstock Hill und später das St. Aloysius RC College. Zuletzt war die Familie in Romford beheimatet.
Der noch junge Joe Cole erhielt bereits als Schüler nationalen Bekanntheitsgrad im Fußball, da er der renommierten Jugendakademie von West Ham United entsprang und als eines der größten Talente im englischen Fußball gehandelt wurde. Dies führte dazu, dass der Spitzenverein Manchester United ein Angebot in Höhe von 10 Millionen britischen Pfund für den damals erst 16-jährigen Teenager abgab. Der in seiner Spielweise stark an den englischen Publikumsliebling Paul Gascoigne erinnernde Cole spielte sich dann auch schnell hoch in die Profimannschaft des Vereins und debütierte dort im Alter von 17 Jahren. Dazu gewann er 1999 mit der Jugendmannschaft den FA Youth Cup und besiegte dabei im Finale Coventry City. Er wurde schnell zum Publikumsliebling und schließlich bereits in noch jungen Jahren Kapitän des Teams. Am Ende der Saison 2002/03 stieg Cole jedoch mit West Ham in die Zweitklassigkeit ab, obwohl der Klub mit 42 Punkten die bis dato höchste Ausbeute aller Premier-League-Absteiger aufweisen konnte, seitdem die Liga aus 20 Teilnehmern bestand.

#### FC Chelsea (2003–2010)
Cole wechselte im Jahr 2003 für eine Ablösesumme von 6,6 Millionen britischen Pfund zum FC Chelsea und war dabei Teil der ersten großen Einkaufsoffensive von Öl-Milliardär Roman Abramowitsch, der sich kurz zuvor die Eigentümerschaft an dem Verein gesichert hatte. Dort fand er sich inmitten eines Kaders, worin großer Wettbewerb zwischen den hochkarätigen Spielern herrschte, und so fand er sich in der Folge häufig auf der Ersatzbank wieder. Nach Angaben von Cole beabsichtigte Trainer Claudio Ranieri bereits wenige Tage nach der Verpflichtung sogar, ihn an den russischen Verein ZSKA Moskau auszuleihen. Cole stimmte hingegen diesem Ausleihgeschäft nicht zu, und nachdem er in der ersten Saisonhälfte noch sporadisch zum Einsatz gekommen war, sorgte schließlich die Verpflichtung von Scott Parker im Januar 2004 dafür, dass sich Coles Chancen auf einen Stammplatz noch einmal deutlich verschlechterten. Obwohl Cole über Stärken in den technischen Fertigkeiten und in der kreativen Spielweise verfügt, hatte er zu diesem Zeitpunkt den Ruf, wenig mannschaftsdienlich zu sein. Als im Jahre 2004 mit José Mourinho ein neuer Trainer zum FC Chelsea stieß, änderte sich an der Situation Coles zunächst wenig, bis sich dann plötzlich die Anzahl seiner Einsätze schlagartig erhöhte.
Im Januar 2005 kritisierte ihn Mourinho öffentlich trotz seines Siegtreffers gegen den FC Liverpool dafür, dass er seine Defensivaufgaben vernachlässigt hatte, und beschrieb ihn als einen Spieler „mit zwei Gesichtern“. Kurz nach seinem Treffer hatte Mourinho Cole ausgewechselt, was der Trainer damit begründete, dass „die Mannschaft danach nur noch mit zehn Mann agiert hätte, da Cole aufgehört hätte, zu laufen und zu spielen“. Es folgte eine positive Reaktion Coles auf diese Kritik und in der Folgezeit wurde er zu einem entscheidenden Spieler der Mannschaft, die in der Saison 2004/05 die englische Meisterschaft gewann. Profitiert hatte er dabei auch von Verletzungen einiger Teamkameraden, vor allem von Arjen Robben. Dadurch gelang ihm auch auf der linken Mittelfeldseite in der englischen Nationalmannschaft, die schon seit mehreren Jahren als Achillesferse galt, der Durchbruch in die Startelf. Auch als Torschütze gefiel Cole nun und am Ende standen zehn Saisontreffer zu Buche.

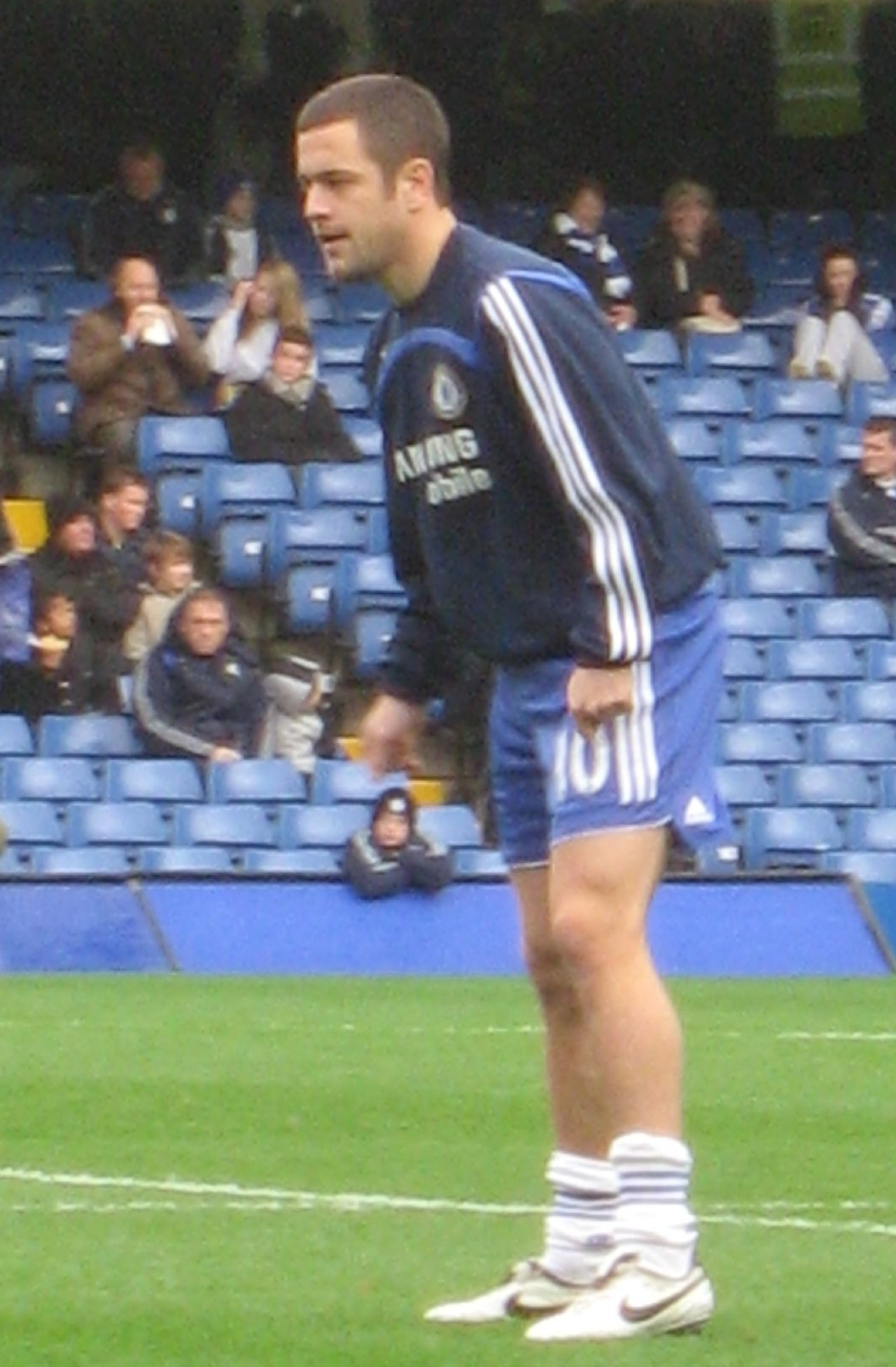
Joe Cole

Dennoch musste Cole auch in der Spielzeit 2005/06 um den Stammplatz in der Mannschaft kämpfen, da neben der Rückkehr von Arjen Robben auch die Neuverpflichtung von Shaun Wright-Phillips den Druck auf seine Position erhöhte. Durch gute Leistungen konnte sich Cole jedoch in der mannschaftsinternen Hierarchie behaupten, erhielt gegenüber seinen Konkurrenten Wright-Phillips und auch Damien Duff zumeist den Vorzug und wurde schließlich von seinen Premier-League-Kollegen in das „Team of the Year“ gewählt. Seine Spielweise brachte ihm zudem große Anerkennung bei vielen Fußballexperten ein, die in ihm das größte Kreativelement im Spiel des FC Chelsea sahen. Daher fiel die Kritik an Mourinho umso größer aus, als dieser auf Cole im FA-Cup-Halbfinalspiel gegen den FC Liverpool aus taktischen Gründen in der Startelf verzichtete und die 1:2-Niederlage maßgeblich auf diesen Umstand zurückgeführt wurde. Dessen ungeachtet verlängerte Cole während dieser Saison seine Vertragslaufzeit in Chelsea um vier weitere Jahre.
Aufgrund einer Knieverletzung, die sich Cole am 5. August 2006 in der Saisonvorbereitung seines Vereins in Amerika zugezogen hatte, musste er in den ersten drei Monaten der Spielzeit 2006/07 pausieren und verpasste zudem die ersten vier Qualifikationsspiele zur EM 2008. Sein Comeback feierte er am 14. Oktober 2006, als er beim 1:0-Sieg des FC Chelsea gegen den FC Reading zur zweiten Halbzeit eingewechselt wurde. Im Januar 2007 musste sich Cole aufgrund eines Haarrisses im Fuß, den er sich bereits am 26. November 2006 im Ligaspiel gegen Manchester United zugezogen hatte, einer Operation unterziehen. Er kehrte am 4. April 2007 zum Viertelfinalhinspiel in der Champions League gegen den FC Valencia zurück. Dort war er zwar noch nicht vollständig genesen, hatte aber einen nicht geringen Anteil daran, dass seine Mannschaft nach dem 1:1 vor allem beim 2:1-Auswärtssieg in Valencia – der entscheidende Treffer fiel in der Nachspielzeit – das Halbfinale erreichte. In diesem Semifinale schoss er im Hinspiel gegen den FC Liverpool an der Stamford Bridge das einzige Tor zum 1:0-Sieg, der jedoch nicht ausreichen sollte, da Liverpool im Rückspiel die Begegnung zunächst mit demselben Ergebnis egalisierte und danach im Elfmeterschießen den Finaleinzug sicherstellte.
Nach einer erfolgreichen aber titellosen Spielzeit 2007/08 war Cole auch in der Saison 2008/09 zunächst ein wichtiger Bestandteil der Offensive, die einen Rekord von elf siegreichen Auswärtspartien komplettierte, und bildete speziell auf der rechten Seite mit dem Portugiesen José Bosingwa ein eingespieltes Duo. Am 14. Januar 2009 sorgte ein Kreuzbandriss aber für sein vorzeitiges Saisonende, und so verpasste er auch den FA-Cup-Finalerfolg seines Teams. Sein Comeback feierte er am 17. Oktober 2009, und in der Rolle des Ergänzungsspielers – nur 14 seiner 26 Ligaeinsätze waren von Beginn an – gewann er zum Abschluss der Saison 2009/10 das Double aus englischer Meisterschaft und FA Cup. Im Pokalfinale war er dabei knapp 20 Minuten vor Schluss für Salomon Kalou eingewechselt worden. Am 9. Juni wurde bekannt, dass Cole Chelsea zur Saison 2010/11 verlassen wird. Sein auslaufender Vertrag wurde nicht verlängert.

#### FC Liverpool (2010–2013)
Zur Saison 2010/11 verpflichtete der FC Liverpool Joe Cole für vier Jahre. Im August 2011 wurde Cole für eine Saison an den OSC Lille ausgeliehen.

#### West Ham United (2013–2014)
Am 4. Januar 2013 verpflichteten die „Hammers“ Cole mit einer Vertragslaufzeit über 18 Monate. Cole verließ den Verein nach dem Ende der Saison 2013/14.

#### Aston Villa (2014–2016)
Zur Saison 2014/15 wechselte Cole zu Aston Villa; er unterschrieb bis zum 30. Juni 2016 gültigen Vertrag. Am 19. Oktober 2015 verlieh man ihn für sechs Wochen in die Football League One an Coventry City.

#### Coventry City (2016)
Am 7. Januar 2016 verpflichtete Coventry City Cole ablösefrei bis zum Ende der Saison 2015/16.

#### Karriereausklang in den USA (2016–2018)
Im Mai 2016 wechselte Cole in die Vereinigten Staaten zum NASL-Franchise Tampa Bay Rowdies. Er absolvierte drei Spielzeiten mit dem Team und schoss dabei 20 Tore. Nach Abschluss der Saison 2018 gab Cole das Ende seiner aktiven Laufbahn bekannt.

#### Englische Nationalmannschaft
Als Nationalspieler hatte Cole bis zur WM 2006 kaum bemerkenswerte Erfolge. Er war zwar Teil des englischen Kaders bei der WM 2002, kam dort jedoch nur im ersten Vorrundenspiel gegen Schweden als Einwechselspieler zum Einsatz. Auch nach einer weiteren Euro 2004 in Portugal auf der Ersatzbank wurde die Rolle Coles als linker Mittelfeldspieler Englands angezweifelt und stattdessen mit dem „Linksfüßer“ Stewart Downing oder gar dem antrittsschnellen Jungtalent Theo Walcott geliebäugelt. Cole absolvierte jedoch im Jahr 2005 und im ersten Halbjahr 2006 seine Länderspielpartien beständig, darunter gegen Dänemark, Nordirland und Argentinien, und etablierte sich dadurch immer mehr in der Auswahl Englands.
Vor allem durch gute Leistungen in den Freundschaftsspielen Englands kurz vor Beginn der WM-Endrunde in Deutschland machte Cole nachdrücklich auf sich aufmerksam; dies drückte sich in seiner Nominierung im Mai 2006 – anstelle seines Mannschaftskameraden Wright-Phillips – aus. Bereits im ersten Gruppenspiel gegen Paraguay agierte er im linken Mittelfeld und schoss anschließend im letzten Vorrundenspiel am 20. Juni 2006 mit einem der schönsten WM-Tore den Führungstreffer gegen Schweden, was ihm letztlich sogar die Wahl zum besten Spieler der Partie („Man of the Match“) einbrachte. Nach der Weltmeisterschaft agierte er erstmals wieder beim 1:1 im Freundschaftsspiel gegen die Niederlande am 15. November 2006 und kehrte nach seiner zwischenzeitlichen Verletzung am 1. Juni 2007 zur Partie gegen Brasilien im neuen Wembley-Stadion zurück. Der mittlerweile in die Stammformation aufgerückte Cole bestritt im Jahr 2008 acht weitere Partien, an deren Ende jedoch eine 2:3-Heimniederlage gegen Kroatien und die damit verpasste EM-Qualifikation unter Trainer Steve McClaren standen.
Nach dem Trainerwechsel hin zu Fabio Capello befand sich Cole auch weiterhin im erweiterten A-Nationalmannschaftskader und am 6. September 2008 schoss er beide Tore zum 2:0 gegen Andorra in der WM-Qualifikation. Vier Tage später nahm er beim 4:1-Sieg gegen Kroatien erfolgreich Revanche, aber nach seinem Kreuzbandriss im Januar 2009 wartete es bis zum 30. Mai 2010 auf sein nächstes Länderspiel. Zwei Tage später nominierte ihn Trainer Capello in den endgültigen 23-Mann-Kader für die anstehende WM 2010 in Südafrika.

### Karriere als Trainer
Im Anschluss an sein Karriereende als Spieler ging er zurück nach England, wo er für seinen ehemaligen Klub Chelsea als Techniktrainer im Jugendbereich des Vereins tätig sein wird.

## Privates
Cole ist Athletenbotschafter der Entwicklungshilfeorganisation Right to Play. Beim Spielen trug er aufgrund einer Sehschwäche Kontaktlinsen.

## Erfolge/Titel
- Premier League: 2005, 2006, 2010
- Englischer Pokal: 2007, 2009, 2010
- Englischer Ligapokal: 2005, 2007
- FA Community Shield: 2005
- UEFA Intertoto Cup: 1999